# Condis
Condis és una cadena de supermercats catalana fundada l'any 1961 pels germans Condal-Escudé amb presència a Catalunya, Aragó, Comunitat de Madrid, Guadalajara, Conca, Toledo, Àvila i Segòvia.

## Història
Condis es va fundar el 1961, quan els germans Condal-Escudé (Ramon, Xavier i Antoni) van iniciar la seva activitat comercial amb una parada al Mercat de la Mercè de Barcelona. El 1980 inauguraven el primer supermercat, també a la capital catalana, sota el nom de Condal Aliment. Més tard, al 1992 canviarien al nom actual i l'any 1998 es llançarien els primers productes de marca pròpia.
Actualment compta amb una xarxa de més de 400 supermercats, una plantilla de més de 5.000 persones i una facturació al voltant de 800 milions d'euros.